# Шпондово
Шпондово (пол. Szpondowo) — село в Польщі, у гміні Плонськ Плонського повіту Мазовецького воєводства.
Населення — 236 осіб (2011).
У 1975-1998 роках село належало до Цехановського воєводства.

## Демографія
Демографічна структура станом на 31 березня 2011 року:
|          | Загалом | Допрацездатний вік | Працездатний вік | Постпрацездатний вік |
| -------- | ------- | ------------------ | ---------------- | -------------------- |
| Чоловіки | 121     | 29                 | 82               | 10                   |
| Жінки    | 115     | 22                 | 68               | 25                   |
| Разом    | 236     | 51                 | 150              | 35                   |